# Date Shigezane
Date Shigezane est un nom japonais traditionnel ; le nom de famille (ou le nom d'école), Date, précède donc le prénom (ou le nom d'artiste).
Date Shigezane (伊達 成実, 1568-17 juillet 1646) est un samouraï de la fin de la période Sengoku et du début de l'époque d'Edo, fondateur du clan Watari-Date. Important obligé du clan Date du domaine de Sendai, il est cousin de Date Masamune du côté de sa mère et cousin du père de Masamune Date Terumune du côté de son père. Avec Oniniwa Tsunamoto et Katakura Kagetsuna, Shigezane est connu comme un des  « trois grands hommes du clan Date ». Il est aussi très réputé pour son habileté au combat.

## Source de la traduction
- (en) Cet article est partiellement ou en totalité issu de l’article de Wikipédia en anglais intitulé « Date Shigezane » (voir la liste des auteurs).